# Берт Јанг
Џералд Томазо Делуиз (енгл. Gerald Tommaso DeLouise; Њујорк, 30. април 1940 — Лос Анђелес, 8. октобар 2023), познатији по сценском имену Берт Јанг (енгл. Burt Young), био је амерички глумац, аутор, сценариста и сликар. Најпознатији је по улози шурака Рокија Балбое и његовог најбољег пријатеља Полија Пенина у филмском серијалу о Рокију, за коју је номинован за награду Академије за најбољег споредног глумца за први филм 1977. године.
Такође је хваљен за своје улоге у филмовима Кинеска четврт (1974), Коцкар (1974), Конвој (1978), Ујка Џоу Шенон (1978), Било једном у Америци (1984), Папа из Гринвич Вилиџа (1984) , Повратак у школу (1986), Последњи излаз за Бруклин (1990), Трансамерика (2005), и Победник (2011).